# Сражение при Джуранлы
Сражение при Джуранлы — одна из ключевых битв Русско-турецкой войны 1877—1878 гг. произошедшая 19 (31) июля 1877 года между частями русской императорской армии и армией Османской империи и её союзниками близ деревни Джуранлы (иначе Джуранли) в Восточной Румелии (ныне село Калитиново, Болгария).

## Диспозиция перед битвой
Во время наступления в июле 1877 года войск Сулеймана-паши к Ески-Загре правая колонна Реуф-паши (12 батальнов, 1 эскадрон, 600 черкесов и 4 артиллерийские батареи) следовала по дороге от Ени-Загры. Навстречу ей от Ески-Загры наступал отряд Николая Максимилиановича герцога Лейхтенбергского (3½ батальона, 13 эскадронов и сот. и 12 орудий), составлявший правую колонну передового отряда генерала Иосифа Владимировича Гурко, направленного для овладения Ени-Загрой.
17 июня отряд герцог Лейхтенбергского столкнулся около Карабунара с передовыми частями турок и после небольшой стычки остановился на ночлег. Турки также расположились на занятой ими позиции. Получив за ночь донесения о наступлении значительных сил противника на Ески-Загру, Николай Максимилианович оставил на дороге в Ени-Загру кавалерию, а с остальными силами поспешил на помощь к оставленному им городу. Русская кавалерия после боя с турками, 18 (30) июля также отошла к Ески-Загре, и противник продвинулся вперёд, остановившись на ночлег в лесу у Джуранлы. Между тем, левая и средняя колонны передового отряда 18 (30) июля заняли Ени-Загру, и Гурко, не зная о наступлении на Ески-Загру всей армии Сулеймана, решил немедленно двинуться на помощь герцогу Лейхтенбергскому и атаковать Реуфа с двух сторон.

## Сражение
19 (31) июля, в 4:30 утра, 4 сот. и взвод донской конной артиллерии выступили на Ески-Загру; следом за ним двинулась около 6 часов утра бригада генерала Борейши (5⅕ батальонов, 16 орудий).
В 7 часов утра авангард, под началом полковника Курнакова, вступил в соприкосновение с войсками Реуфа, готовившимся наступать на Ески-Загру, но появление наших казаков с востока и севера остановило движение турок. Реуф вызвал против нашего авангарда одну батарею и выстроил боевой порядок фронтом к востоку, имея на правом фланге бригаду Мухлис-паши, а на левом бр-ду Назиф-бея. Турки расположились в полутора верстах южнее шоссе, заняв две небольшие рощи и примкнув правым флангом к третьей, оставшейся свободной; противник наскоро устроил закрытия из снопов хлеба, к которым была подсыпана земля. Местность впереди позиции была ровная, заросшая пшеницей и кукурузой; восточнее находился молодой лесок, который давал нам возможность скрытно производить за ним манёвры.
Генерал Гурко, видя, что значительные силы турок стоят в лесу у Джуранлы, решил атаковать их с двух сторон, направив Борейшу в обход правого фланга. Бригада развернулась в двух верстах южнее шоссе, имея первоначально в первой линии Севский полк (2⅕ батальона), а позади — Елецкий. Однако, в виду большой протяжённости турецкой позиции, пришлось продолжить боевую линию ещё левее, введя в неё 2 батальона Елецкого пехотного полка.
Турецкие войска, заметив движение Борейши, начали оттягивать силы к югу и открыли по всей линии сильный ружейный огонь. Так как прошло уже около 14 часов после начала боя, а воздействия на турок со стороны Ески-Загры не замечалось, то Гурко заключил, что против герцога Лейхтенбергского находятся значительные силы, а потому решил поскорее покончить с неприятелем у Джуранлы и поспешить на помощь к Ески-Загре. Он решил атаковать левый фланг и приказал следовавшей из Ени-Загры стрелковой бригаде поспешить к месту боя, выслав вперёд на рысях 15-ю донскую казачью батарею. Последняя вынеслась вперёд и, невзирая на меткий огонь турецкой артиллерии, снялась в 600-х саженях и заставила её отойти назад.

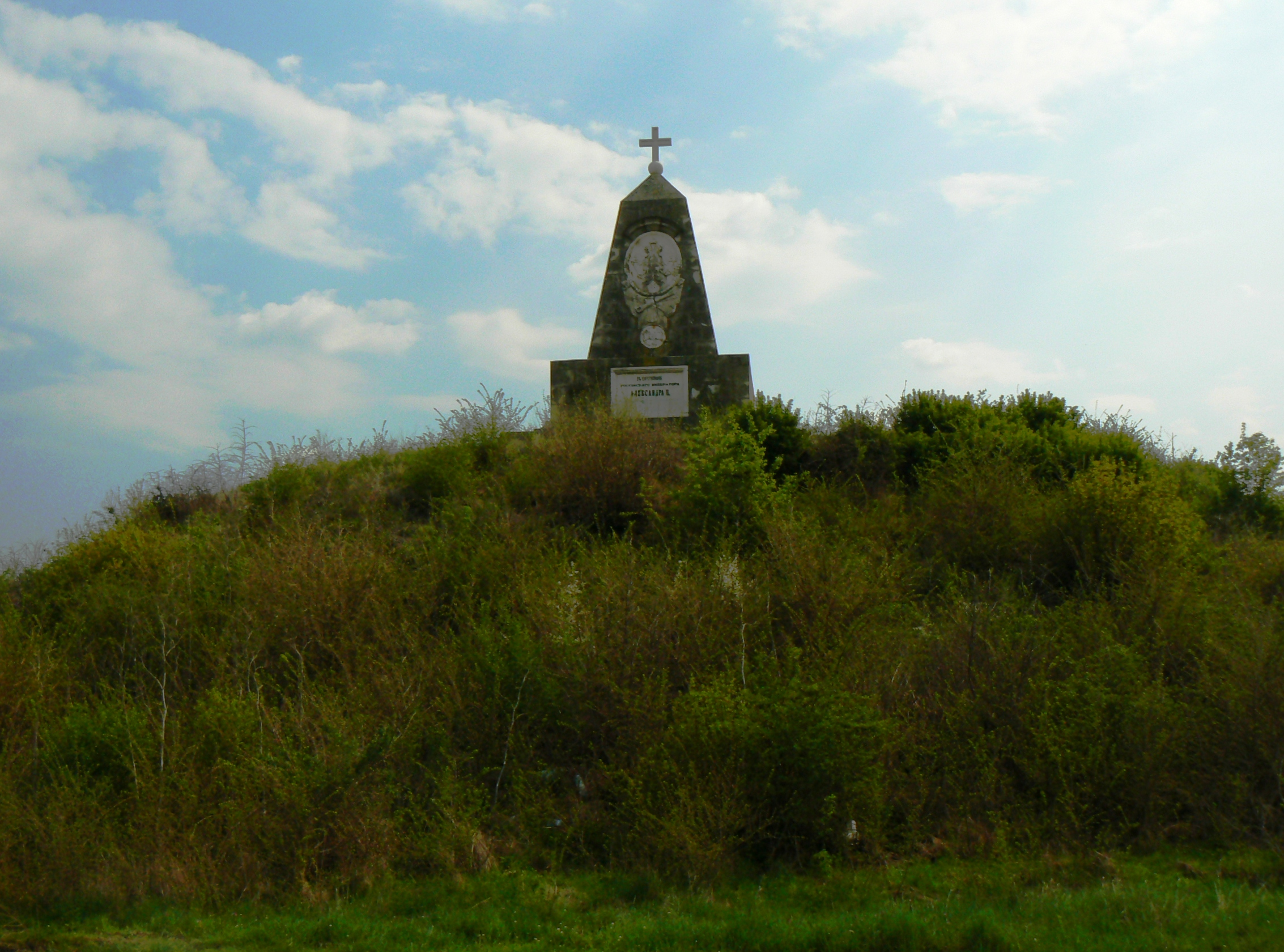
Памятник в Калитиново

Около 11 часов прибыла стрелковая бригада и начала выстраиваться правее 15-й дон. батареи, оставив 16-й стрелковый батальон в резерве. Реуф, вступая в бой, также надеялся на помощь со стороны Сулеймана, но видя, что поддержки нет, а, между тем, начинает ощущаться недостаток в снарядах, решил атаковать центр нашего растянутого расположения. Под прикрытием огня артиллерии бригада Мухлиса двинулась в атаку и заставила податься назад наш центр. Тогда Гурко приказал стрелковой бригаде перейти в наступление против левого фланга турок. В то же время 6-я батарея 9-й бригады и 15-я донская батарея заехали плечом к стороне наступления противника и открыли по наступающим сильный огонь картечными гранатами; атака была отбита.
Начальник стрелковой бригады генерал Цвецинский, получив приказание атаковать левый фланг турок, двинул вперёд 15-й стрелковый батальон, а за ним — 13-й. Показавшиеся на опушке леса турецкие войска обстреливала 15-я донская батарея. В это же время к правому флангу нашего отряда подошли подкрепления, высланные из Ески Загры: 8-й Астраханский драгунский и 9-й гусарский Киевский полки с 16-й конной батареей, под общим начальством барона А. Н. Корфа. Части эти были направлены распоряжением генерала О. Е. Рауха, посланного на смену герцогу Лейхтенбергскому. Прибытие конницы, которой у Гурко очень недоставало, было весьма кстати. Ей удалось не только прогнать черкесов, но и, обстреляв артиллерийским огнём левый фланг турок, оказать содействие атаке стрелковой бригады.
Между тем, сопротивление турок после неудачной атаки на наш центр ослабело; а после того, как шесть рот ворвались в южный лес и обошли правый фланг османских войск, появившись у них даже в тылу, противник начал отступление, обратившееся вскоре в бегство в юго-восточном направлении. Однако, малочисленность сил, зашедших в тыл неприятеля, и полное отсутствие кавалерии на левом фланге дали возможность туркам уйти и спасти свои пушки. Для преследования их был направлен авангард полковника Курнакова; всем остальным частям Гурко приказал спешить на помощь к Ески-Загринскому отряду, атакованному ещё с утра значительно превосходящими силами Сулеймана.

## Потери
Потери РИА составили: 4 офицера и 97 нижних чинов убитыми и 18 офицеров и 301 нижних чинов ранеными.
Потери османов: более 1.200 человек.

## Итоги
Несмотря на полную победу в баталии при Джуранлы, цель, которую преследовал генерал Гурко, не была достигнута, так как российские войска не успели вовремя прибыть на помощь к Ески-Загре, которая уже была взята войсками Сулеймана. Бегство противника от Джуранлы не могло быть остановлено даже известием об этой победе и прекратилось только у железнодорожной станции Карабунар. Сам Реуф отправился отсюда экстренным поездом в Константинополь.